# Stéphane Tarnier
Stéphane Tarnier (Aiserey, 29 aprile 1828 – Parigi, 23 novembre 1897) è stato un medico francese. È considerato l'ideatore dell'incubatrice neonatale.
È stato autore di importanti studi sul taglio del cordone ombelicale e sull'asfissia neonatale. Ha, inoltre, ideato un tipo di forcipe.